# Aldo Netti
Aldo Netti (Narni Scalo, 1º gennaio 1869 – Roma, 15 luglio 1925) è stato un ingegnere e politico italiano.

## Biografia
Figlio di un mugnaio di Stifone , lasciò le scuole a dodici anni, continuando da solo gli studi mentre lavorava con il padre. Grazie alle borse di studio vinte, frequentò dapprima l’Istituto Tecnico di Terni, quindi il Regio Istituto Tecnico Superiore, laureandosi in Ingegneria industriale.
Il 10 novembre del 1892 inaugurò a Stifone l'Officina, la prima centrale elettrica di Narni e dintorni poi fece arrivare l'energia elettrica in oltre 100 paesi del centro Italia. Pochi anni più tardi, nel 1898, costituì la Aldo Netti e Co. e si trasferì ad Orvieto dove ideò la centrale idroelettrica per l'illuminazione nota come "Officina Netti" . Seguì poi la centrale di Spoleto costruita a Terni presso la cascata delle Marmore che diede la possibilità di nascere al Cotonificio di Spoleto.
Fu amico di Guglielmo Marconi e lo accompagnava spesso nei congressi internazionali. Ebbe rapporti di lavoro con i massimi esperti e padri fondatori della diffusione dell'energia elettrica in Italia, da Galileo Ferraris a Giuseppe Colombo.
Fu deputato del Regno d'Italia dal 1921 fino alla morte nel 1925.